# 井波站
井波站（日语：／ Inami eki */?）是位於富山縣東礪波郡井波町（現時：南礪市），加越能鐵道加越線的鐵路車站（廢站）。另外在1970年（昭和45年）7月11日前，於此站前曾經設有國鐵自動車井波線的汽車站「井波站前站」。此站的站舍是由井波町募捐下建造，為全日本少見的純檜木製寺院風建築物（為一座平房，部分位置設有兩層。樓面面積130平方米）。該站舍已被登錄為登錄有形文化財。現時已經變成物產展示館和巴士站待車室。

## 歷史
- 1915年（大正4年）7月21日：礪波鐵道福野站至青島町站（後來名為庄川町站）間之開通，此站啟用[8][1][9]。
- 1919年（大正8年）9月17日：礪波鐵道改名為加越鐵道，成為加越鐵道的車站[8]。
- 1925年（大正14年）9月7日：井波町發生大火，使站舍被燒毀[10][11]。
- 1932年（昭和7年）7月25日：連接此站與富山紡績井波工場之間的專用線落成啟用[12]。
- 1934年（昭和9年）
  - 11月11日：為了紀念瑞泉寺會館建成啟用[5]，此站站舍進行改建[13]，並寄贈給加越能鐵道[5]。
  - 12月1日：此站至青島町站之間開設東山見站[8]。
- 1943年（昭和18年）1月1日：在富山縣交通大整合下，富山地方鐵道成立[14][15]。此站成為富山地方鐵道加越線的車站[1][8]。
- 1950年（昭和25年）10月23日：富山地方鐵道部分業務分離，加越能鐵道（現時：加越能巴士）成立[16]。此站成為加越能鐵道加越線的車站[8][17]。
- 1951年（昭和26年）3月10日：國鐵自動車金福線福光站至井波站前之間開業，於井波站前站只有客運業務[3]。
- 1953年（昭和28年）12月30日：金福線改名為金白北線[18]。該線井波站前站至小牧堰堤（日语：小牧ダム）站之間開業[19]。
- 1955年（昭和30年）10月28日：金白北線改名為金白北本線[20]。
- 1963年（昭和38年）1月10日：金白北線福光站至小牧堰堤站之間的路段改名為井波線[21]。
- 1965年（昭和40年）9月11日：井波線南山見站至井波站前站之間開設井波中央站[22]。
- 1968年（昭和43年）12月13日：井波線南山見站至井波站前站之間的井波中央站被廢除[23]。
- 1970年（昭和45年）7月11日：井波線福光站至小牧堰堤站之間廢除巴士業務[4]。
- 1972年（昭和47年）9月16日：加越線廢除，此站也被廢除[1][2][8][24]。站舍歸還給井波町，自此站舍變成井波町物產館。於館內展示木雕和轉變為巴士總站[5]。
- 1977年（昭和52年）8月初：為了建設井波町道大藪·山見線，花了600萬日圓工程費用，把站舍向東邊遷移20米[25][26][5]。後來修補受損部分，於同年10月完成重開。內裡設有商店、旅遊資訊中心和小行李處理業務[5]。
- 1996年（平成8年）12月20日：站舍被登錄為登錄有形文化財[6]。

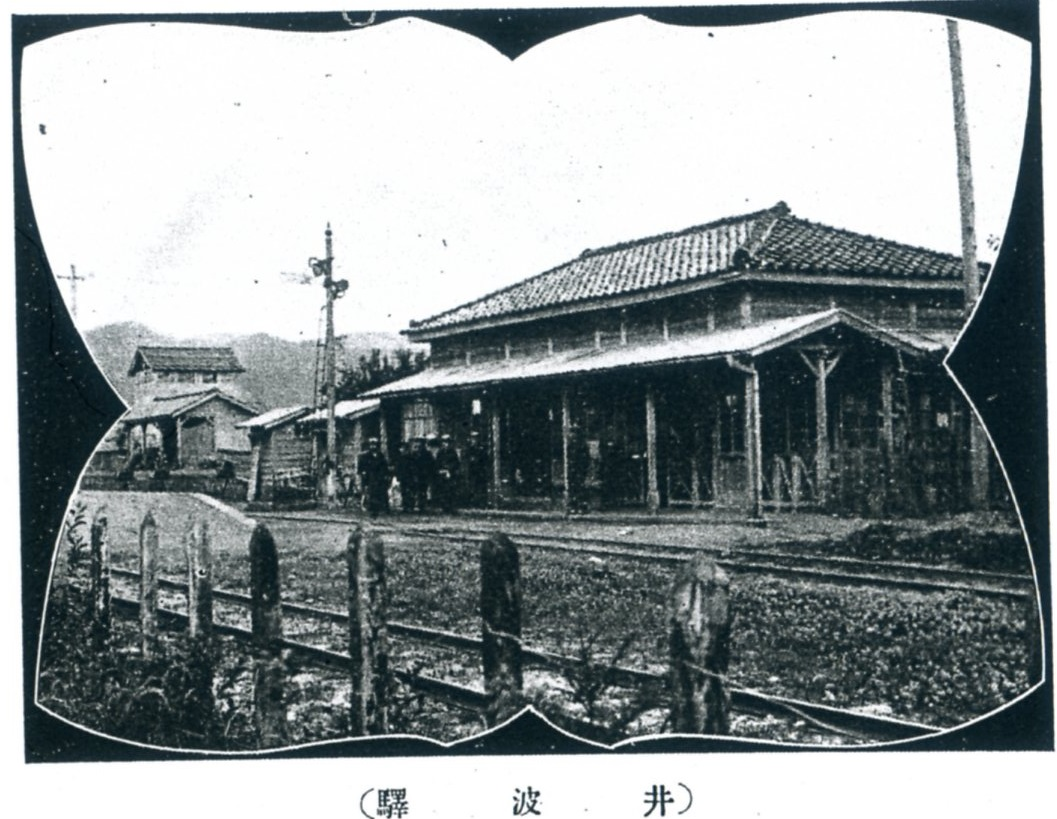
1922年（大正11年）的井波站
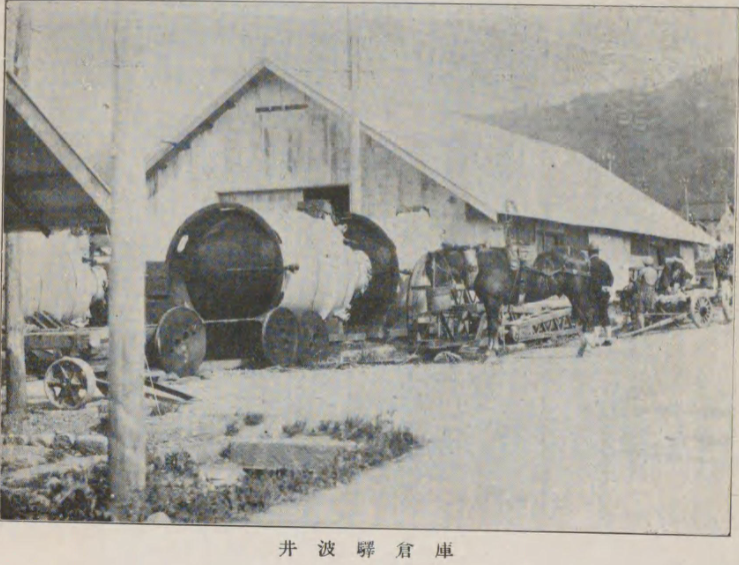
昭和初期的井波站倉庫。當時為了建設祖山發電廠，站內設有側線，可容納10架鐵路貨車。貨物由馬匹運送至此站

## 站舍
現時的站舍是在1934年（昭和9年）落成啟用。由建設築地本願寺（東京都中央區），於當地出身的宮大工松井角平（松井建設的創業者）負責設計和施工。站舍是一座由總檜製的寺院風建築物。另外此站舍已被登錄為登錄有形文化財，也成為井波日本遺產之一。
在站舍前曾經設有一座以井波雕刻而成的電話亭。後來由於使用人次減少，加上以維護安全為理由而被撤走。

## 貨物起卸

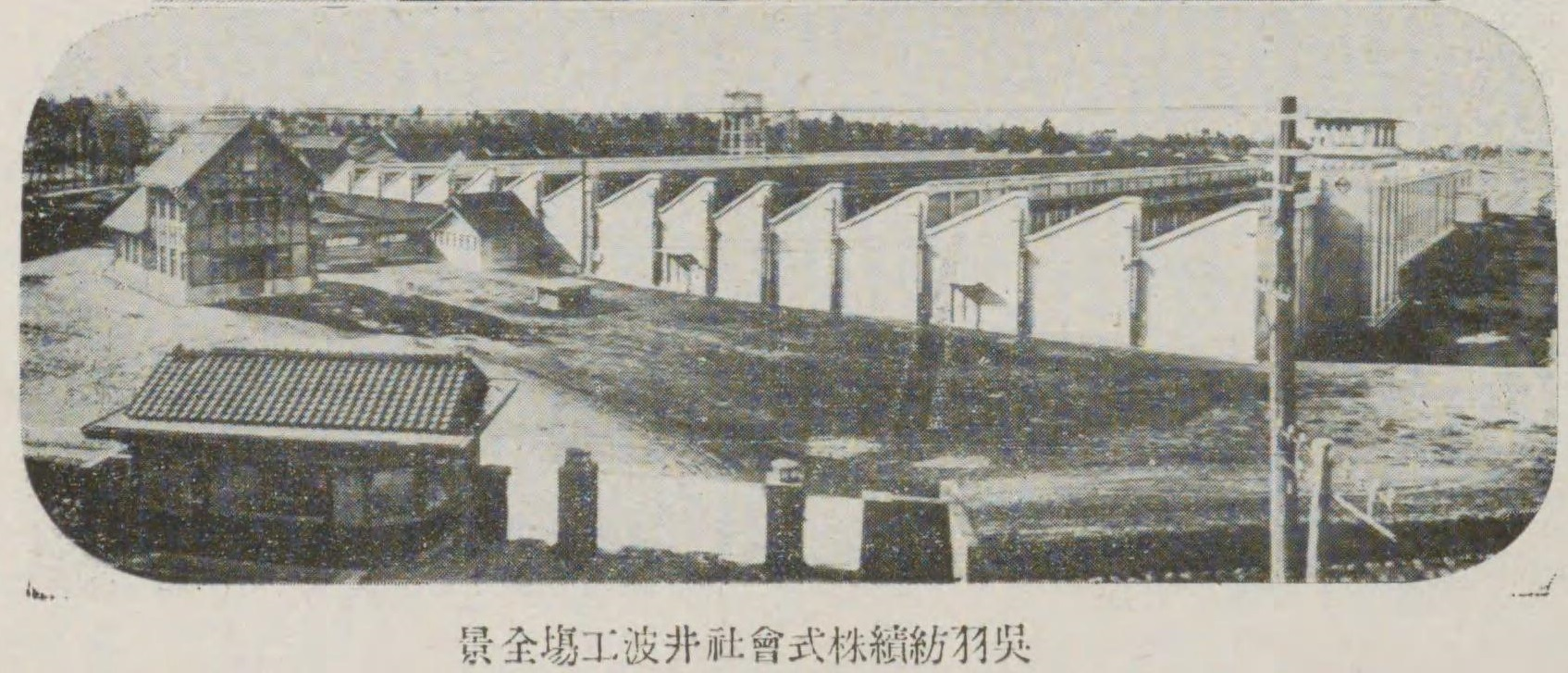
吳羽紡績井波工場

關於此站起卸的貨物中，除了有來自吳羽紡績（後來為東洋紡績）井波工場和大建木材工業的貨物外。還有來自東洋尼龍編物和三田製藥等工場的貨物，包括纖維加工物和藥品。另外，站內停泊了調度專用的機車，該機車以作牽引專用線到發的貨物。
在1951年（昭和26年）12月15日《鐵道公報》第732號通報「關於專用線一覽（營業局）」別表中。設有以下專用線連接此站。
- 吳羽紡績線（動力：由加越能鐵道擁有的機車，作業里程：0.3公里）
- 大建木材工業線（動力：由加越能鐵道擁有的機車，作業里程：0.1公里）

截至1970年（昭和45年）10月1日，設有以下專用線連接此站。
- 吳羽紡績線（動力：由加越能鐵道擁有的機車，作業里程：0.3公里）
- 大建木材工業線（動力：由加越能鐵道擁有的機車，作業里程：0.1公里）

## 相鄰車站
加越能鐵道
加越線
高瀨神社－井波－東山見

## 注腳
1. 1 2 3 4 5  寺田 2008，第62頁.
2. 1 2  地鉄 1979，第180頁.
3. 1 2  昭和26年日本國有鐵道公示第45號（《官報》，1951年（昭和26年）3月10日，大藏省印刷局）
4. 1 2  昭和45年日本國有鐵道公示第278號（《官報》，1970年（昭和45年）7月10日，大藏省印刷局）
5. 1 2 3 4 5 6  《北日本新聞》1977年9月6日付朝刊15頁。
6. 1 2   - 線上文化遺產（文化廳） （日語）
7. ↑  . 自然人Net. 橋本確文堂.   [2023-08-21]. （原始内容存档于2023-05-29） （日语）.
8. 1 2 3 4 5 6  今尾惠介《日本鐵道旅行地圖帳》6號北信越（新潮社、2008年）p.33
9. ↑  《官報》（13頁），1915年（大正4年）8月2日，內閣印刷局
10. ↑  赤尾芳慶監修，小山政雄編述，《富山縣消防沿革史》1955年（昭和30年）3月，富山縣消防協會，548頁
11. ↑  井波町史編纂委員會編《井波町史 上卷》1970年（昭和45年）5月，富山縣東礪波郡井波町，1039-1040頁
12. ↑  社史編集委員會編《吳羽紡績30年》1960年（昭和35年）5月，吳羽紡績，21頁
13. ↑  「加越線物語～あの頃加越線が走っていた～」 17頁
14. ↑  地鉄 1979，第175頁.
15. ↑  朝日 2011，第14頁.
16. ↑  朝日 2011，第15頁.
17. ↑  地鉄 1979，第179頁.
18. ↑  昭和28年日本國有鐵道公示第432號（《官報》，1953年（昭和28年）12月24日，大藏省印刷局）
19. ↑  昭和28年日本國有鐵道公示第434號（《官報》，1953年（昭和28年）12月24日，大藏省印刷局）
20. ↑  昭和30年日本國有鐵道公示第366號（《官報》，1955年（昭和30年）10月27日，大藏省印刷局）
21. ↑  昭和37年日本國有鐵道公示第654號（《官報》，1962年（昭和37年）12月27日，大藏省印刷局）
22. ↑  昭和40年日本國有鐵道公示第496號（《官報》，1965年（昭和40年）9月4日，大藏省印刷局）
23. ↑  昭和43年日本國有鐵道公示第464號（《官報》，1968年（昭和43年）12月13日，大藏省印刷局）
24. ↑  朝日 2011，第21頁.
25. ↑  「加越線物語～あの頃加越線が走っていた～」 14頁
26. 1 2  服部重敬著，2022年12月1日，Photo Publishing出版，245頁
27. ↑  田口信治《祖山發電所》1931年（昭和6年）4月，5,364,366頁
28. 1 2 3  寺田 2008，第63頁.
29. 1 2 3 4  . 北日本新聞.   [2021-03-15] （日语）.[]
30. ↑  「加越線物語～あの頃加越線が走っていた～」 10頁
31. ↑  「加越線物語～あの頃加越線が走っていた～」 6頁
32. ↑  名取紀之、瀧澤隆久編《Twilight Zone Manual 8》（《鐵道雜誌》第16卷15號）（135頁），1999年（平成11年）11月，NEKO PUBLISHING
33. ↑  日本國有鐵道貨物局編（334頁），1970年（昭和45年），日本國有鐵道貨物局

## 相關項目
- 日本鐵路車站列表 I
- 登錄有形文化財列表

## 外部連結
- - 國指定文化財等數據庫（日語）